# Centre des femmes
Le Centre des femmes est une organisation féministe québécoise active entre 1971 et 1974. Il procède à la fois du mouvement de libération des femmes perceptible dans l’ensemble de l’occident durant la deuxième portion du XXe siècle et du mouvement de libération nationale du peuple québécois des décennies 1960 et 1970. Cette organisation relaie directement le Front de libération des femmes du Québec (FLF) démantelé durant l’automne 1971. À la différence de ce dernier, le Centre des femmes tend cependant a reléguer la question nationale au second plan. Il articule sa conception du féminisme d'abord autour de l'élément prolétaire des sociétés et privilégie, par le fait même, la grille de lecture de la lutte des classes.

## De sa création à sa dissolution

### La formation du Centre des femmes: pallier le démantèlement du FLF (1971)
Le Front de libération des femmes Québec (FLF) débute ses actions sur la scène politique dès 1969. Deux ans plus tard, en 1971, des divisions au sein de l’organisation et une déradicalisation générale de ses sous-groupes poussent les membres restantes à dissoudre le FLF. Elles créent le Centre des femmes en 1972 en tant que forum de sensibilisation et d’étude du statut de la femme québécoise.
À ses débuts, le Centre des femmes tente de réécrire l’histoire du Québec d’un point de vue féministe dans le but de « présenter spécifiquement les femmes québécoises dans l’histoire de notre peuple » et de « détruire les mythes qui nous empêchent à l’heure actuelle de mieux lutter parce que nous comprenons mal le cadre de notre oppression ». Ses membres fondatrices, Véronique O'Leary et  Louise Toupin, faisant anciennement partie du FLF, tentent de maintenir un lien avec leur organisation d'origine. Dans le dernier numéro de « Québécoises deboutte ! », les membres du Centre affirment qu’elles adhèrent toujours aux idéologies fondatrices du FLF, qui reposent sur la théorie de la triple exploitation: sexuelle, nationale et sociale. 

### Le retrait du groupe
En 1974, à cause de conflits internes au sein du groupe, le Centre des femmes se sépare. Des divergences dans les fondements de l'organisation serait en cause.
L'année suivante, 1975, est décrétée l'année internationale de la femme par les Nations-Unies, ce qui donnera un élan aux mouvements féministes.

## Idées et affiliations

### L'organisation et le mouvement des femmes du Québec
Les féministes du Centre des femmes ne se limitent pas à agir dans le cadre strict de leur organisation : ses membres s'impliquent de façon plus large dans le mouvement des femmes du Québec, aussi bien à titre individuel qu'en tant que représentantes du Centre. Ce mouvement des femmes, amorcé durant la décennie 1960, est associé à la remise en cause des rôles sociaux attribués aux sexes et à la démultiplication de groupes au sein desquels des femmes peuvent prendre la parole et se concerter en vue d’action aux conséquences publiques. L’historiographie et certaines intellectuelles des milieux féministes rattachent les revendications des femmes québécoises à une tendance lourde du monde occidental et tiennent ce mouvement pour la deuxième vague du féminisme.
Au sein du mouvement des femmes du Québec, le Centre des femmes défend une vision du féminisme souvent qualifiée de radicale. Tandis que les féministes dites égalitaristes s’appliquent à démentir la stricte répartition des tâches et des sphères d’activité en fonction des sexes, les féministes radicales prétendent prendre à bras-le-corps les fondements véritables d’un système séculaire d’oppression et de marginalisation des femmes. Les structures patriarcales d’encadrement les femmes prendraient racine dans les principes économiques et sociaux du monde occidental. Par conséquent, aux yeux ces militantes radicales, le déploiement de la pleine humanité des femmes exige une lutte énergique capable d’ébranler de lourdes constructions sociales. Le Centre s’opposait à l’union des classes sociales diverses par souci de ne pas nuire à l’acquisition d’une vraie conscience de classe. Dans cet esprit, il se dissocie de l’Association féministe de Montréal.
Les militantes du Centre font de l’avortement «libre et gratuit» leur principale cause sociale dès novembre 1972 dans leur journal en énonçant de façon nette leur militantisme sur la question comme il en était déjà coutume dans les milieux féministes depuis le début de la décennie. On offre même une ligne téléphonique pour celles qui désirerait avoir accès à des informations sur les services d’avortement disponibles à la fin du numéro de novembre 1972. La clinique en question sera par ailleurs perquisitionnée en février 1973 par la police. Ce dernier évènement contribuera à faire de la question de l’avortement «un des principes centraux de l’idéologie du Centre des femmes. Cette même année, malgré le journal Québécoises deboutte !, «les mouvements sociaux tentent de préserver leurs acquis plutôt que de continuer d’avancer de façon offensive les revendications». On voit apparaître un besoin d’autonomie au sein du centre et, de manière plus générale, du mouvement féministe nationaliste québécois dont les partisanes ne souhaitent plus «subordonner la libération des femmes au mouvement de libération nationale ni même à la libération marxiste».

### L'organisation et le mouvement indépendantiste québécois: une affiliation qui s'effrite

#### Féminisme et émancipation nationale: combinaison initialement cohérente sur le plan théorique
Au moment de sa création en 1971, le Centre des femmes constitue un embranchement du mouvement indépendantiste québécois. Principalement actif à Montréal, le Centre des femmes, tout comme le Front de Libération des femmes, s’inscrit, plus précisément, dans une ligne d'action voulue révolutionnaire; le Centre veut participer au mouvement de libération nationale du Québec. De ce point de vue, ledit groupe de femmes abonde dans le sens du Manifeste des femmes québécoises paru chez les Éditions Étincelle en 1971. Ce dernier confirme l’appui de certaines féministes radicales aux positions du Front de Libération du Québec, mais souligne en revanche, avec amertume, l’exclusion des femmes des milieux militants qui aspirent à l’indépendance de l’État québécois par des voies violentes.
Dès la décennie 1960, la lutte des femmes québécoises et le mouvement d'émancipation nationale du peuple québécois puisent tous les deux leurs repères théoriques dans la pensée de la décolonisation. Cette grille d'analyse sociétale, introduite au Québec notamment par la revue Parti pris, invite les féministes radicales et les Québécois nationalistes à concevoir que leurs existences individuelle et collective sont soumises aux mécanisme de contrôle qui résultent des sociétés européennes expansionnistes, industrialisées et patriarcales.
Le concept d'oppression est également commun aux nationalistes radicaux et aux féministes du Centre des femmes. Ce concept constitue un héritage marxiste. Il regroupe les sentiment d'aliénation et la conscience de subir l'assujettissement, des éléments centraux dans l'expérience féminine de la vie en société et dans les rapports que les Canadiens français entretiennent avec les Canadiens anglais. La vision marxiste de l'oppression s'enracine dans l'univers conceptuel de plusieurs groupes de revendications durant les années 1970. Si cette l'influence de cette idéologie au Québec est plus tardive que celle de la théorie de la décolonisation, elle influence néanmoins le Centre des femmes dès le début de ses activités.

#### Prise de distance des féministes radicales face au nationalisme québécois: déplacement du point focal vers la classe ouvrière (1975)
L'organisation héritière du FLF revendique de tout temps une autonomie. Cette préoccupation se répercute sur le plan des idées. Le mouvement affiche ses couleurs contre la famille nucléaire comme unité de base de la société québécoise traditionnelle, idéologie proposée par le Parti Québécois (PQ) et se tourne alors vers l’indépendance individuelle féminine face à cette culture comme moyen de revendication féministe. Le Centre se dissocie du mouvement de Libération Nationale alors que le PQ accroît son influence et sa crédibilité politique. L'organisation de femmes se méfie du «Parti québécois comme force hégémonique du mouvement national contemporain». Les membres du Centre des femmes considèrent dès lors qu’il faut s’attaquer aux effets et non aux causes de l’inégalité vécue par les femmes de la «classe ouvrière».

## Actions militantes et revendications (1972 à 1975)

### Québécoises deboutte!: Un journal militant
L'influence que le Centre des femmes exerce sur la sphère publique trouve un exemple éloquent dans la publication du journal Québécoises deboutte ! Ce dernier répond à un besoin de mémoire et de bilan critique des actions posées par le Centre des femmes et du FLF, les «sœurs du passé», à l’encontre de l’histoire institutionnelle. Le journal est d’abord créé par la branche «journal» du Front de libération des femmes, en 1971 qui en publiera le premier numéro en novembre de la même année. Le Centre prend le relais dès le second numéro de novembre 1972 et sa branche «journal», se situant d’abord sur la rue Mentana, à Montréal, fera publier un total de 9 numéros de novembre 1972 à mars 1974. Les publications tentent à informer les «ménagères et travailleuses syndiquées ou non» sur les erreurs commises par différentes cellules du Front et le déroulement de l’actualité politique sur la condition féminine de la province de Québec ainsi qu’à sensibiliser aux rôles «dévolus dans une société patriarcale» des femmes. On y conjugue également capitalisme et patriarcat comme deux entités communes qui ralentissent la lutte pour l’émancipation et la «liberté sexuelle» des femmes. 

### La lutte pour l’avortement libre et gratuit
L’avortement au Canada fait partie du Code criminel dès 1892. En 1967, le ministre de la Justice de l’époque, Pierre-Elliot Trudeau déclare que « l’État n’a rien à voir dans les chambres à coucher de la nation ». La contraception, qui était déjà répandue au pays alors qu’environ 50 millions de contraceptifs étaient vendus annuellement, ainsi que l’homosexualité sont retirées du Code criminel, tandis que l’avortement y reste, mais peut être pratiqué sous certaines conditions, entre autres avec l’approbation d’un comité thérapeutique, composé d’au moins trois médecins, qui jugera de la nécessité de l’intervention. En 1970, cette loi est remise en question alors que le rapport Bird de la Commission royale d’enquête sur la situation des femmes au Canada juge qu’elle apporte plus d’effets négatifs sur la population qu’elle en est supposée. À la suite du rapport, les commissaires proposent que l’avortement soit rendu légal avant la fin du premier trimestre, et ce, avec l’accord d’un médecin. La proposition ne sera pas adoptée.
La question de l’avortement est devenue centrale dans l’idéologie du Centre après l’arrestation et le procès du Dr Morgentaler au début des années 1970, qui administrait des avortements contre la loi dans sa clinique de la rue Saint-Famille. Le Centre s’engagea activement pour la première fois dans le débat, dans le but de protéger l’accès à l’avortement, en passant par la protection du praticien. C’est en 1973 que le regroupement déclare son engagement dans la lutte pour la légalité de l’avortement. Selon le groupe, l’avortement constitue une étape de haute importance dans l’émancipation féminine.
Un comité de lutte pour l’avortement et la contraception libres et gratuits sera formé collaborativement par le Centre des femmes, la Corporation des enseignants du Québec (CEQ) et l’Association pour la défense des droits sociaux (ADDS). Les trois associations publieront conjointement en 1974 le manifeste « Nous aurons les enfants que nous voulons » annexée à la pièce de théâtre de la troupe « Théâtre des cuisines » et un « Dossier spécial sur l’avortement libre et gratuit » en 1975.

## L'intérêt porté au Centre des femmes par les études universitaires au Québec
Le Centre des femmes constitue un exemple de la multiplication des associations de femmes susceptible d'être employé dans le cadre de recherches appartenant au domaine des lettres, des sciences humaines humaines et sociales et du droit. Du fait de son rôle dans la publication de la majorité des numéros de Québécoises debouttes!, le Centre des femmes est responsable de la production d'un nombre appréciable de documents tapuscrits. En histoire culturelle du Québec, les articles de périodiques sont fréquemment intégrés au corpus, car ils sont considérés comme des voies privilégiés vers les idées constitutives de cultures de groupe. Au-delà des départements d'histoire, la thèse de doctorat en études littéraires que Marie-Andrée Bergeron remet à l’Université Laval en 2013 tire profit des articles de ladite revue chapeautée par le Centre des femmes. Bergeron s’intéresse non seulement à la teneur des productions intellectuelles féministes, mais également aux méthodes argumentatives qui y sont employées. Aux côtés de revues représentatives des organisations de femmes des années 1970, Québécoises debouttes!, constitue l’essentiel de sa documentation. À l’occasion de son mémoire de maîtrise remis en 2017 à l’École de criminologie de l’Université de Montréal, Amélie Lamontagne s'intéresse à l’argumentaire et aux repères conceptuels des groupes féministes du Québec qui se penchèrent publiquement sur la question des violences sexuelles. Les numéros de Québécoises debouttes! parus entre 1972 et 1974 constitue l’un des principaux piliers de la documentation de l’étude de Lamontagne.